# Велика пирамида у Теночтитлану
Велика пирамида или Велики храм био је главни храм у астечком главном граду Теночтитлану (данашњи Мексико).  Храм се уздизао 60 м изнад градског ритуалног терена, са два олтара божанствима Хуицилопочтлију (богу рата и сунца) и Тлалоку (богу кише и плодности). Великим делом га је уништио, заједно са ацтечким царством, шпански конкистадор Ернан Кортес 1521. 
Бројне мање грађевине и платформе повезане са храмом чине згуснути комплекс око његове основе.  Рељеф који описује tzompantli, или „постоље за лобање“, краси једну од платформи која води до замка.  
Храм је неколико пута надзиђиван и повећаван, а последњи пут 1497, када је између 3.000 и 84.000 људи жртвовано за четири дана за време његове реконструкције.